# 護花使者
《護花使者》（Two Gallants），愛爾蘭作家詹姆斯·乔伊斯的短篇小說，收錄於《都柏林人》，所謂的“護花使者”其實是指兩個騙財騙色的街頭遊蕩漢，喬伊斯藉著這篇故事說明都柏林的可鄙之處。